# Workuta (stacja kolejowa)
Workuta – stacja kolejowa w Workucie, w Republice Komi, w Rosji. Znajduje się tu 1 peron.